# Dreamlover
A Dreamlover Mariah Carey amerikai énekesnő első kislemeze harmadik, Music Box című stúdióabumáról. A dal felhasznál egy részletet a The Emotions Blind Alley című felvételéből; ezzel kezdődött Careynek az a szokása, hogy mások dalrészleteit használja fel, amikor egy albuma első, kislemezre kimásolt dalát készíti (ez később megfigyelhető Fantasy, Honey, Heartbreaker és Loverboy című számainál is).
A Dreamlover a mai napig Carey egyik legnépszerűbb száma, koncerteken gyakran előadja, leggyakrabban a műsor elején.
Bruce Springsteen felhasznált a dalból egy részletet Let’s Be Friends című dalához, mely from the album The Rising című albumán jelent meg, 2002-ben.

## Fogadtatása
A Dreamlover Carey hetedik listavezető száma lett a Billboard Hot 100 listán, és az addigi legnagyobb slágere volt az Egyesült Államokban. Eddigi dalai közül ez ért fel leggyorsabban a lista elejére (hat hét alatt), és a leghosszabb ideig, nyolc hétig volt listavezető (1993. szeptember 5. és október 30. között). Az első helyen a UB40 Can’t Help Falling in Love című számát váltotta, majd a Meat Loaf I’d Do Anything for Love (But I Won’t Do That) című dala szorította le az első helyről. Huszonhat hetet töltött a Top 40-ben, és harmadik lett az 1993-as év végi listán. Nyolc másik Billboard-listát is vezetett, és ez volt Carey első kislemeze, mely platinalemez minősítést kapott a RIAA-tól.
A dal az Egyesült Államokon kívül is sikert aratott, Careynek az egymás utáni negyedik listavezető száma lett Kanadában, és az első tízbe került az Egyesült Királyságban és Ausztráliában. Európa többi részén mérsékelt sikert aratott, a legtöbb országban bekerült a Top 20-ba, Németországban és Franciaországban azonban még a Top 40-be sem sikerült bejutnia.
1994-ben Grammy-díjra jelölték legjobb női előadó kategóriában, de veszített Whitney Houston I Will Always Love You-jával szemben. A BMI Pop Awardot azonban elnyerte, ahogy Carey minden korábbi, az USA-ban kiadott kislemeze, kivéve az I’ll Be There-t.

## Videóklip és remixek
A dal videóklipjét Diane Martel rendezte, és egyike volt az elsőknek, melyekbe Carey teljes beleszólást kapott. A klipben Carey egy nyári napon látható a napsütötte mezőn kutyájával, Jackkel, majd léghajón utazik.
Ez volt az első kislemez, melynél a remixek elkészítését is teljes mértékben irányíthatta. David Moralest kérte fel a dal remixeinek elkészítésére, és segítségével elkészült a Dreamlover (Def Club Mix), az első, ahol Carey újraénekelte a vokálokat a remixhez. A remix sikere Morales karrierjének is lendületet adott, ezenkívül segített áthidalni a pop- és house zene közti szakadékot.
A Morales-remixeken, valamint rövidített és dub változatokon kívül létezik még néhány remix, melyek az eredeti vokálokat használják: a Brian Morgan által készített Dreamlover (Theo’s Club Joint Mix) és a Dreamlover (Bam Jam Soul). A dal egy hivatalosan megjelent koncertfelvétele található az 1994-ben kiadott Here Is Mariah Carey videófelvételen.
A Dreamlover kislemeze volt az első Mariah-kislemez, mely bónusz, ún. B-oldalas dalt tartalmazott, a Do You Think of Me-t.

### Hivatalos remixek
- Dreamlover (Bam Jam Soul)
- Dreamlover (Club Joint Mix)
- Dreamlover (Def Club Mix)
- Dreamlover (Def Club Mix – Edit)
- Dreamlover (Def Club Mix – Edit #2)
- Dreamlover (Def Instrumental)
- Dreamlover (Def Tribal Mix)
- Dreamlover (Eclipse Dub)
- Dreamlover (LP Version w/Acappella Intro)
- Dreamlover (Theo's Club Joint)
- Dreamlover (USA Love Dub)

## Változatok
| - USA CD kislemez, kazetta, 7" 1. Dreamlover (Album Version) 2. Do You Think of Me - USA maxi CD, kazetta 1. Dreamlover (Album Version) 2. Dreamlover (Def Club Mix) 3. Dreamlover (Def Instrumental) 4. Dreamlover (USA Love Dub) 5. Dreamlover (Eclipse Dub) 6. Dreamlover (Def Tribal Mix) - Brit kazetta 1. Dreamlover (Album Version) 2. Do You Think of Me | - Brit CD kislemez 1 1. Dreamlover (Album Version) 2. Do You Think of Me 3. Someday - Brit CD kislemez 2 1. Dreamlover (Album Version) 2. Dreamlover (Def Club Mix) 3. Dreamlover (Eclipse Dub) - Brit maxi CD (12" kislemez) 1. Dreamlover (Def Club Mix) 2. Dreamlover (Def Instrumental) 3. Dreamlover (USA Love Dub) 4. Dreamlover (Eclipse Dub) 5. Dreamlover (Def Tribal Mix) |

## Helyezések
| Slágerlista (1993)                             | Legmagasabb helyezés |
| ---------------------------------------------- | -------------------- |
| USA Billboard Hot 100                          | 1 (8 hétig)          |
| USA Billboard Hot R&B/Hip-Hop Singles & Tracks | 2                    |
| USA Billboard Hot Dance Music/Club Play        | 1 (1 hétig)          |
| USA Billboard Mainstream Top 40                | 1 (8 hétig)          |
| USA Billboard Rhythmic Top 40                  | 1 (6 hétig)          |
| USA Billboard Adult Contemporary               | 2                    |
| USA ARC Weekly Top 40                          | 1 (8 hétig)          |
| Ausztrál ARIA kislemezlista                    | 7                    |
| Brit kislemezlista                             | 9                    |
| Francia Top 100 kislemezek                     | 49                   |
| Kanadai kislemezlista                          | 1 (3 hétig)          |
| Német kislemezlista                            | 42                   |
| Svájc, Top 100 kislemezek                      | 13                   |